# Luifelhoed

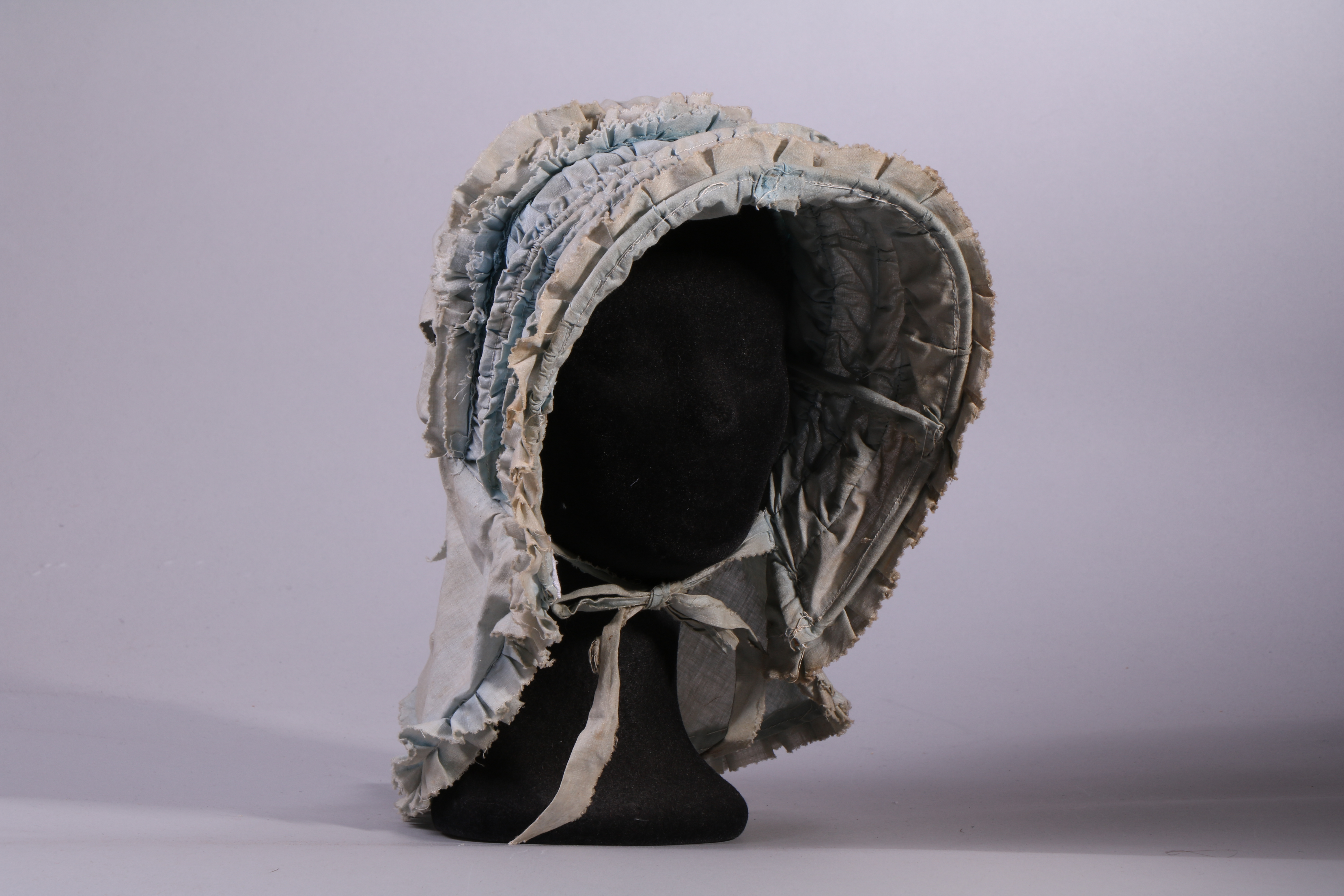
Luifelhoed in lichtblauwe katoen, MMH.1998.0354.00, Modemuseum Hasselt

Een luifelhoed is een hoed in de vorm van een kap, met een uitstekende rand aan de voorkant en een rechte, harde bol aan de achterkant. Aan de onderzijde bevindt zich een lint waarmee de hoed vastgeknoopt kan worden onder de kin. De rand beschermt het gezicht van de drager tegen de zon en hieraan dankt zij haar Nederlandse naam. In het Engels wordt de hoed poke bonnet genoemd, naar het gegeven dat al het haar eronder kan worden verborgen. De hoed werd universeel gedragen en er bestonden gedurende de negentiende eeuw vele verschillende vormen van de luifelhoed.

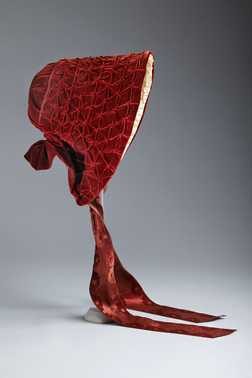
Luifelhoed ca. 1845, Collectie Centraal Museum Utrecht

## Geschiedenis en ontwikkeling
Voor dames komen omstreeks 1780 vrij plotseling gróte hoeden weer in de mode. Ze worden enthousiast verwelkomd en zelfs in huis gedragen. Tegen 1800 zorgen de veel minder volumineus geworden kapsels voor kleinere hoeden. Hoeden zijn binnen korte tijd onmisbare accessoires geworden, ook voor meisjes.
Voor de Biedermeierperiode zijn luifelhoeden een karakteristiek verschijnsel. De eerste voorbeelden, nog met vrij kleine luifels, verschijnen in het Journal des Dames et des Modes op prenten uit 1806 – 1807. Het type, dat gangbaar is gebleven, met een knik tussen bol en rand, is op de prenten te vinden vanaf 1812.Zie ook. Al snel na 1812 bereiken de luifels een flinke omvang. In alle Europese landen, waarvoor de Parijse mode toonaangevend was, zijn ze geadopteerd.
In de victoriaanse tijd, waarin bepaalde deugden erg belangrijk werden gevonden, werd de luifelhoed gezien als een uitkomst tegen mannelijke gluurders.
De beperking van het zicht van de vrouw werd in de karikaturen vaak als onderwerp genomen en ook het gegeven van mannelijke gluurders wordt hierin vaak gebruikt. Toen in de jaren zestig de kleinere hoed in de mode kwam, kwam de tijd dat de luifelhoed gedragen werd tot zijn eind.

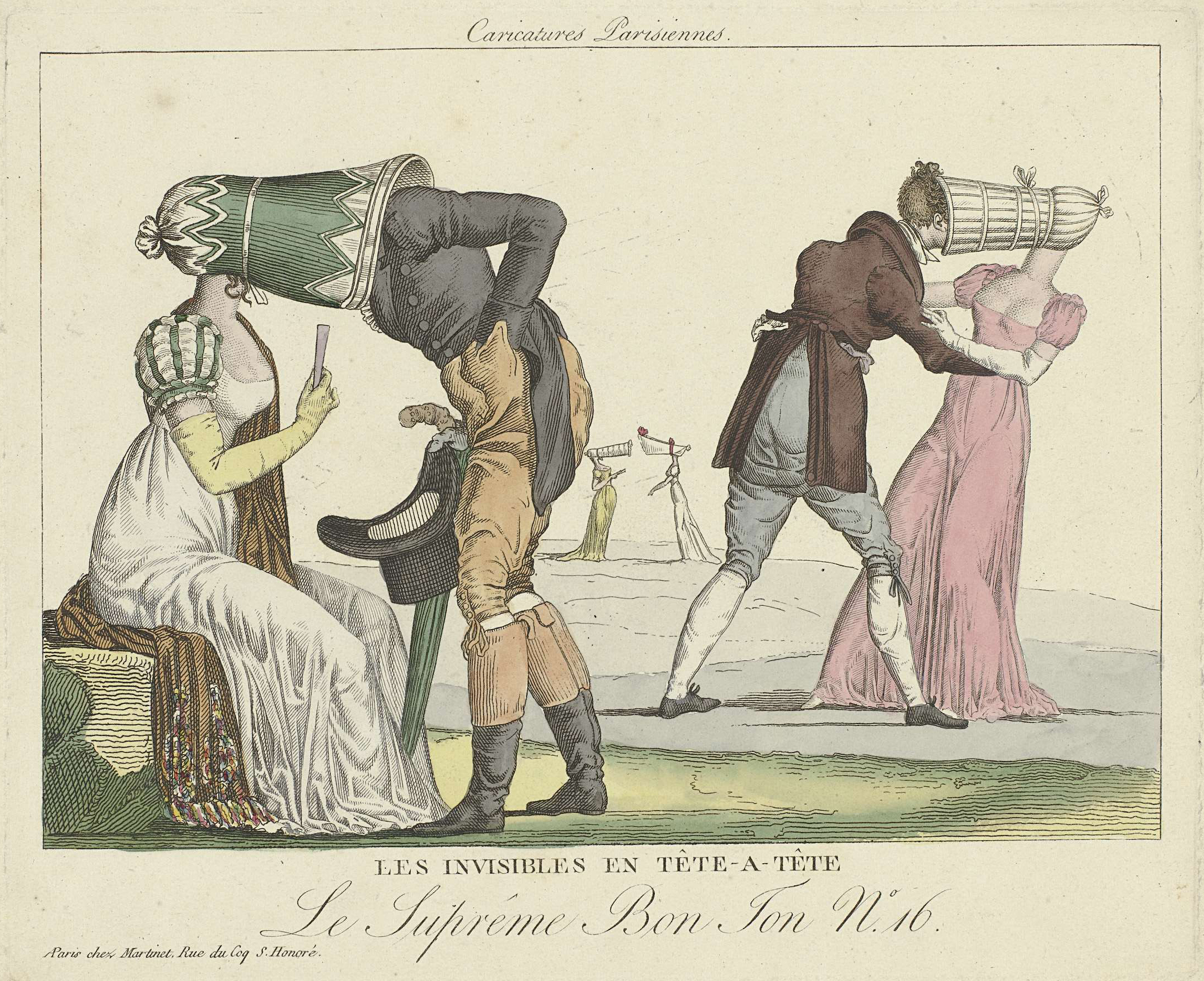
"Les Invisibles en Tête-à-Tête", Franse satire op de luifel ca. 1806 – 1807

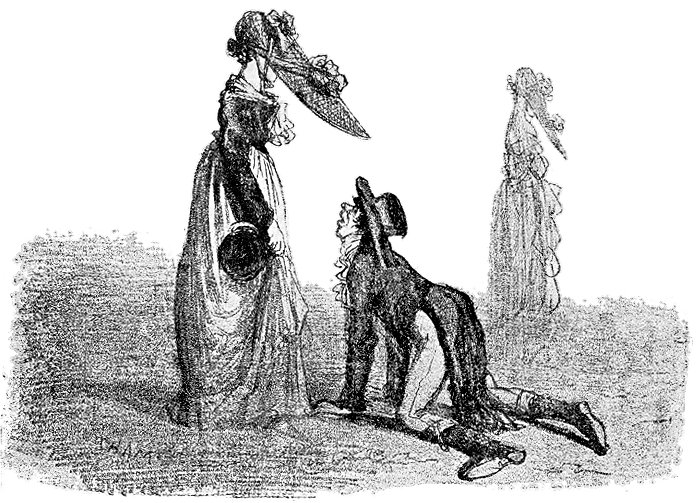
Latere karikatuur van de luifelhoed van ca. 1805

## Vormen
Er bestonden veel verschillende vormen van de luifelhoed. De variant met de kokervormige kap is slechts korte tijd in de mode geweest. Verder was er ook een kleine, ronde en nauw sluitende variant, die ook wel met een veer aan de zijkant gedragen werd. Er bestond ook een brede luifelhoed die met name op het platteland gedragen werd. Deze had een rond plat stuk aan de achterzijde en werd over een kleiner kapje heen gedragen.

## Materiaal

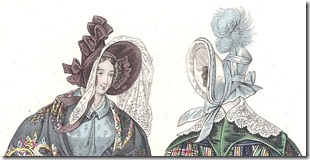
Chapeau de velours et Capote de satin. Detail uit prent uit het Journal des dames et des Modes van 10 oktober 1834.

De hoed werd uit veel verschillende materialen vervaardigd maar men ziet met name stro veel terug. Stro dankte zijn populariteit aan zijn lage prijs. De hoed kon aangepast worden aan verschillende outfits en verschillende jaargetijden. De rand van de hoed leende zich hier uitstekend voor en veel meisjes en vrouwen decoreerden hun hoed zelf. Hierdoor ontstond er veel variatie. Ook materialen zoals zijde, katoen, fluweel en kant komen veel voor.

## De luifelhoed in Nederland
Dat de luifelhoed ook in Nederland gedragen werd wordt bevestigd door de aanwezigheid van Nederlandse exemplaren in de collectie van verschillende Nederlandse musea. Onder andere het Centraal Museum (Utrecht), Het Rijksmuseum Amsterdam, het Gemeentemuseum Den Haag en het Openluchtmuseum (Arnhem) hebben exemplaren in hun collectie. Ook de voorloper, de capote, werd in Nederland gedragen. Dit blijkt uit afbeeldingen van de betreffende hoed in modetijdschriften zoals 'Elegantia' of 'Tijdschrift voor Mode, Luxe en Smaak voor Dames.'
|  |  |  |